# Monte Cavallino
 El monte Cavallino (italiano) o Große Kinigat (alemán) es, después del monte Coglians/Hohe Warte y Peralba Hochweißstein, la tercera montaña más alta de los Alpes Cárnicos. Tiene cumbres gemelas, la más baja, Königswand (2686)  se encuentra a 250 m al sureste de la cumbre más alta. Después de la cresta principal al oeste se encuentran el, Kleine Kinigat/Monte Cavallatto (2674 m) y Pfannspitze/Cima Vanscuro (2678 m).
La ruta normal es una caminata de 2,5 horas desde el Obstanser-See-Hütte, cruzando al lado italiano y sobre la cara sur. El primer ascenso registrado fue muy tarde para una cumbre alpina (1898) y se realizó a través de la cresta (sur) este de la cumbre Königswand (escala IIIA- UIAA ). La cara noreste de 500 m de altura ofrece subidas en roca hasta del tipo VI+ en la escala de la UIAA.
El área alrededor de Kinigat y la cercana Rosskopf, al norte de Pfannspitze, se puso a la venta en 2011. El gobierno austriaco suspendió la venta en junio luego de una crítica generalizada por parte del público en general. El gobierno había esperado recaudar hasta 121.000 euros con la venta.